# Vienna Open 1989
Il Vienna Open 1989, noto anche come Bank Austria Tennis Trophy per motivi di sponsorizzazione, è stato un torneo di tennis giocato sul sintetico indoor della Wiener Stadthalle a Vienna, in Austria. È stata la 15ª edizione del torneo, faceva parte del Nabisco Grand Prix 1989 e si è giocato dal 16 al 23 ottobre 1989.

## Vincitori

### Singolare maschile
Paul Annacone ha battuto in finale  Kelly Evernden con il punteggio di 6–7, 6–4, 6–1, 2–6, 6–3

### Doppio maschile
Jan Gunnarsson /  Anders Järryd hanno battuto in finale  Paul Annacone /  Kelly Evernden con il punteggio di 6–2, 6–3